# Sussan Ley
Sussan Penelope Ley (ur. 14 grudnia 1961 w Kano) – australijska polityk, członkini Liberalnej Partii Australii (LPA). Od 2001 posłanka do Izby Reprezentantów, od grudnia 2014 minister zdrowia i jednocześnie minister sportu.

## Życiorys

### Wykształcenie i kariera zawodowa
Urodziła się w Nigerii jako dziecko pary mieszkających tam Anglików, którzy wkrótce po jej przyjściu na świat przeprowadzili się do Zjednoczonych Emiratów Arabskich. Rodzina przeniosła się do Australii, gdy była trzynastolatką. Studiowała na La Trobe University, University of New South Wales i Charles Sturt University, z wykształcenia jest specjalistką w zakresie księgowości i systemu podatkowego. Jako młoda dziewczyna interesowała się lotnictwem i uzyskała uprawnienia zarówno pilota, jak i kontrolera lotów. Po ślubie zamieszkała na rodzinnej farmie swojego męża, zaś w latach 1995-2001 pracowała w urzędzie skarbowym w Albury, gdzie kierowała działem szkoleń.

### Kariera polityczna
W 2001 po raz pierwszy została wybrana do parlamentu federalnego jako kandydatka LPA w okręgu wyborczym Farrer. W latach 2004–2007 pełniła funkcję sekretarza parlamentarnego (posła partii rządzącej nie będącego członkiem rządu, lecz reprezentującego go na bieżąco w określonych kwestiach na forum parlamentu). W takim charakterze najpierw zajmowała się problemami dzieci i młodzieży, a następnie kwestiami rolnictwa, rybołówstwa i leśnictwa. W 2007 raz z całą swoją partią przeszła do opozycji i zasiadała w gabinecie cieni.
Po zwycięstwie Koalicji w wyborach w 2013 weszła do szerokiego składu rządu jako wiceminister edukacji. Podczas rekonstrukcji rządu w grudniu 2014 została awansowana na członka gabinetu i objęła teki ministra zdrowia i ministra sportu. Tym samym stała się drugą - po Julie Bishop - kobietą w gabinecie Abbotta. Gdy we wrześniu 2015 nowym premierem został Malcolm Turnbull, Ley zachowała dotychczasowe stanowiska.